# 養父鐵
養父 鐵（養父 鉄、ようふ てつ、1973年6月26日 - ）は、神奈川県鎌倉市出身の元プロ野球選手（投手、右投右打）・コーチ。ルーツ・ベースボールアカデミー代表。

## 経歴

### プロ入り前
鎌倉市立第二中学校を卒業。帝京第三高等学校時代に山梨選抜アメリカ遠征で7イニング14奪三振を記録。プロの誘いを断り亜細亜大学へ進学。1年上に入来祐作、1年下に部坂俊之らがいてリーグ戦は2試合登板のみ。大学卒業後は、社会人野球・日産自動車で野球を続けたが同期に川越英隆もいて、日本プロ野球から声がかかることはなく、2001年に台湾プロ野球界の誘いを受けて兄弟エレファンツに入団。

### 兄弟エレファンツ時代
27歳にしてプロ野球選手としてデビューする。台湾プロ野球での登録名は養父 鐵。
レギュラーシーズンでは台湾プロ野球史上初となる1試合16奪三振（その試合では1安打完封勝利）を記録するなど166奪三振で最多奪三振（三振王）、およびゴールデングラブ賞（金手套奨）に輝き、212イニングを投げ11勝、防御率2.21など驚異的な活躍を見せた。さらに台湾シリーズでも4試合に登板し、2勝2セーブ、防御率0.83で兄弟の決勝戦（總冠軍）制覇に大きく貢献。シリーズMVPに選ばれた。
この活躍で日本球界に注目され、プロテストを経て2001年度ドラフト会議にて福岡ダイエーホークスから7巡目指名を受けて入団。ダイエーでの登録名は養父 鉄。

### 福岡ダイエーホークス時代
28歳と高齢でのプロ入りだったが、腰を痛めた影響もあり、一軍登板はなく、わずか1年で戦力外通告を受け退団。退団後、メジャーリーグ挑戦の夢のため単身でアメリカ合衆国に渡った。

### ホワイトソックス傘下時代
2003年にシカゴ・ホワイトソックスとマイナー契約。2Aバーミングハム・バロンズで開幕を迎えてわずか10日で3Aシャーロットに昇格した。同年は2Aで29試合9勝8敗2セーブ、防御率3.50の成績を残し、プレーオフでも1試合投げ、防御率0.00で勝ち投手になった。また、3Aでは3試合に出場し、0勝1敗、防御率4.82だった。同年オフにはベネズエラのリーガ・ベネソラーナ・デ・ベイスボル・プロフェシオナルのパストーラと契約。8試合に登板し防御率2.26。
2004年は2Aで7試合に出場し3勝2敗、防御率2.63。3Aは前年を上回る21試合に出場し、5勝4敗で防御率4.62の成績を残した。8月1日には3Aシャーロットで球団史上初のノーヒットノーランを達成した。オフにはメキシコのリーガ・メヒカーナ・デル・パシフィコのアルゴドネロス・デ・グアサベと契約。開幕投手を務め、11試合で5勝3敗、投げ防御率4.07。
2005年の春季キャンプで行われたシアトル・マリナーズとの練習試合ではイチロー選手と対戦した。ホワイトソックス傘下の2Aバーミングハムに所属していた5月にドーピング検査で陽性反応を示し、メジャーリーグ機構から15試合の出場停止処分を下された（使用した薬物の種類は公表されず）。本人は「プロテインの中に禁止薬物が混入していた」と弁明したが、即時解雇された。オフになってリーガ・ベネソラーナ・デ・ベイスボル・プロフェシオナルのパストーラと再契約し、開幕投手を務めた。その後はアメリカ独立リーグのニューアーク・ベアーズなどでプレーした。

### 兄弟エレファンツ復帰、引退
2006年に再び兄弟エレファンツに入団したが、膝の故障などで満足に投げられず4勝に終わり、シーズン途中の6月に戦力外通告を受けた。
2007年、メジャー6球団のテストを受けるが、契約に至らずに引退した。

### 現役引退後
不動産会社・湘南リハウス（現：三井不動産リアルティ）に3年間勤務したのち、2010年7月、野球アカデミー「ルーツ・ベースボールアカデミー」を神奈川県藤沢市のヒロタバッティングセンター（現：湘南バッティングスタジアム）内に開校し、現在も運営を続けている。
2015年、台湾・中信兄弟の春季キャンプ臨時投手コーチを務める。3月18日に中信兄弟の投手コーチに就任することが発表された。中信兄弟コーチは2シーズン務めた。
2016年は米軍チーム（Military Baseball and Team USA Pacific）のピッチングコーチ兼ディレクターを務めた。
2016年12月7日、2017年のシーズンから四国アイランドリーグplus・徳島インディゴソックスの監督に就任することが発表された。初年度となる2017年は前期で優勝を達成した。後期は最下位に終わったものの、香川オリーブガイナーズとのリーグチャンピオンシップに勝利して年間総合優勝を達成した。さらに、信濃グランセローズとのグランドチャンピオンシップも制して、就任初年でチームを「独立リーグ日本一」に導いた。徳島で過去にリーグ優勝を達成した監督（斉藤浩行・島田直也）はいずれもその時点でNPB指導歴を持たなかったが、養父もそれに続く形となった。就任に際して従来の指導スタイルをすべて変え、自分で考えてプレーできる選手になることを説いたと述べている。また、退任直前には、それまで携わっていた（小中学生を対象とした）アカデミーの体験と比較して、教えることは「そんなに難しくなかった」ともコメントした。
シーズン終了後の11月27日、今シーズン限りでの監督退任・退団が発表された。養父は29日に記者会見を開き、「一年一年が勝負と考えていた」と退任理由を話すとともに、退任後も選手のスカウティング等に関して球団に助言をおこなうと述べ、その後も球団の国際部に在籍し続ける。
また、2018年は米軍横須賀基地内の野球チーム（MILITARY War Dogs）のピッチングコーチを、2019年からはアドバイザーを務めている。
2019年からは「ルーツ・ベースボールアカデミー」が中学硬式野球チーム「ヤングROOTS」を立ち上げることになり、養父が代表を務めている。同年3月26日、今シーズンより新設されるアイランドリーグ代表チームの監督兼ゼネラルマネージャーに就任することが発表された。

## 人物
アメリカ・ベネズエラ・メキシコ・台湾でプレーした経験から、英語・北京語・スペイン語を解する。

## 詳細情報

### NPB記録
- 一軍公式戦出場なし

### 年度別投手成績
| 年 度     | 球 団     | 登 板 | 先 発 | 完 投 | 完 封 | 無 四 球 | 勝 利 | 敗 戦 | セ 丨 ブ | ホ 丨 ル ド | 勝 率 | 打 者 | 投 球 回 | 被 安 打 | 被 本 塁 打 | 与 四 球 | 敬 遠 | 与 死 球 | 奪 三 振 | 暴 投 | ボ 丨 ク | 失 点 | 自 責 点 | 防 御 率 | W H I P |
| --------- | --------- | ----- | ----- | ----- | ----- | -------- | ----- | ----- | -------- | ----------- | ----- | ----- | -------- | -------- | ----------- | -------- | ----- | -------- | -------- | ----- | -------- | ----- | -------- | -------- | ------- |
| 2001      | 兄弟      | 31    | 26    | 6     | 3     | 0        | 11    | 10    | 1        | 0           | .524  | 847   | 212.0    | 163      | 7           | 57       | 0     | 5        | 166      | 9     | 0        | 69    | 52       | 2.21     | 1.04    |
| 2006      | 兄弟      | 9     | 9     | 0     | 0     | 0        | 4     | 4     | 0        | 0           | .500  | 221   | 48.2     | 59       | 3           | 12       | 0     | 3        | 40       | 4     | 0        | 30    | 22       | 4.07     | 1.46    |
| 通算：2年 | 通算：2年 | 40    | 35    | 6     | 3     | 0        | 15    | 14    | 1        | 0           | .517  | 1068  | 260.2    | 222      | 10          | 69       | 0     | 8        | 206      | 13    | 0        | 99    | 74       | 2.55     | 1.12    |

- 各年度の太字はリーグ最高

### タイトル
CPBL
- 最多奪三振：1回 （2001年）

### 表彰
CPBL
- ゴールデングラブ賞（金手套奨）：1回 （2001年）
- 月間MVP：2回 （2001年8月、9月）
- 台湾シリーズMVP：1回 （2001年）

### 背番号
- 60 （2002年）
- 18 （2001年、2006年）
- 73 （2015年 - 2016年）
- 77 （2017年）

## 関連情報

### 監修
- 映画『癒しのこころみ 自分を好きになる方法』（2020年、イオンエンターテイメント） - 野球監修